# 弗龙特纳克 (吉伦特省)
弗龙特纳克（法語：Frontenac，法語發音：[fʁɔ̃tnak]）是法国吉伦特省的一个市镇，属于朗贡区。

## 地理
弗龙特纳克（44°44'17"N, 0°9'44"W）面积14.4 平方千米，位于法国新阿基坦大区吉倫特省，该省份为法国西南部沿海省份，是法國本土面积最大的省，北起滨海夏朗德省，西临大西洋，南至朗德省，东南接洛特-加龍省，东临多爾多涅省。
与弗龙特纳克接壤的市镇（或旧市镇、城区）包括：吕加松、拜尼欧、布拉西蒙、塞萨克、多贝兹、马特尔、吉耶讷地区索沃泰尔。

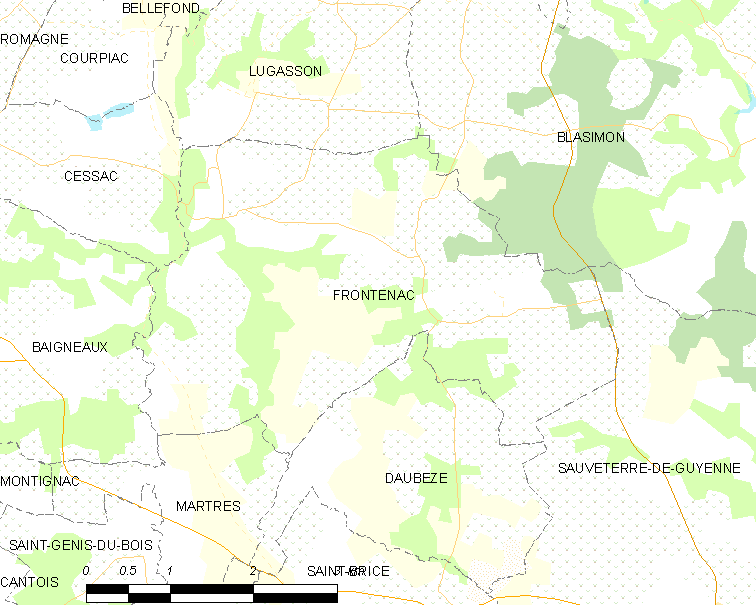
的OSM定位图

弗龙特纳克的时区为UTC+01:00、UTC+02:00（夏令时）。

## 行政
弗龙特纳克的邮政编码为33760，INSEE市镇编码为33175。

## 政治
弗龙特纳克所属的省级选区为海间县。

## 人口

1962-2008年间人口变化图示

弗龙特纳克于2022年1月1日时的人口数量为785人。